# Åna-Sira
Åna-Sira är en liten ort i Norge med ca 200 invånare. Orten är delad mellan Sokndals kommun i Rogaland fylke respektive Flekkefjords kommun i Agder fylke. Den delas av vattendraget Sira som här utgör gräns mellan de båda kommunerna respektive fylkena.